# Morgenbladet
Denna artikel handlar om den norska tidningen, för den danska, se Morgenbladet (Danmark).
Morgenbladet är en norsk veckotidning.
Morgenbladet var Norges första dagstidning när prästen och boktryckaren Niels Wulfsberg började ge ut den 1818. 1831 övertogs den av Adolf Bredo Stabell och fick stort inflytande som organ för oppositionen. Medarbetare var bland annat Henrik Wergeland och Ludvig Kristensen Daa. På 1850-talet blev Morgenbladet de konservativas organ, här knutet till regeringen. Redaktör blev Christian Friele, och bland mearbetarna märktes Marcus Jacob Monrad. Genom det politiska systemskiftet 1884 bröts Morgenbladets stora inflytande.
Bland senare redaktörer märks Nils Vogt, Carl Joachim Hambro och Olaf Gjerløw.
Morgenbladet utkommer i Oslo och utges som veckotidning. Nytt nummer kommer på fredagar. Huvudsakliga ämnesområden är kultur, litteratur och politik.  Anna B. Jenssen är redaktör.